# Cahiers d'art
Cahiers d’art est une revue artistique et littéraire française fondée en 1926 par Christian Zervos. Elle a été publiée jusqu'en 1960. Après une interruption de plus de cinquante ans, la revue reparaît à partir d'octobre 2012.
Cahiers d’art est également une maison d'édition qui publie de nombreuses monographies d'artistes français ou vivant en France de la première moitié du XXe siècle, dont le catalogue raisonné des œuvres de Pablo Picasso établi par Christian Zervos. Enfin Cahiers d’art est aussi une galerie d'art moderne et contemporain fondée par Yvonne Zervos, épouse de Christian Zervos. 

## Histoire de la revue

### Sous Christian Zervos
La revue est fondée en janvier 1926 par le critique d'art Christian Zervos, d'abord au siège parisien des éditions Albert Morancé, au no 40, rue Bonaparte, puis, en novembre, elle migre au no 157, boulevard Saint-Germain avant de s'installer définitivement au no 14, rue du Dragon.
Les débuts coïncident avec la découverte en France du Bauhaus, de Le Corbusier, de Kandinsky ou de Klee. Des années 1930 jusqu'à la Seconde Guerre mondiale, la revue se consacre principalement aux artistes vivant et travaillant à Paris ainsi qu'à tous ceux qui marquent l'histoire de l'art du XXe siècle, comme Pablo Picasso, Alberto Giacometti, Georges Braque, Henri Matisse, Jean Arp, Alexander Calder, Max Ernst.
La revue doit s'interrompe de paraître de 1940 à 1944 lors de l'occupation allemande. Le premier numéro d'après-guerre est daté 1940-1944. Il fait une large part aux poètes et écrivains issus de la Résistance, dont Vercors. Les éditions Cahiers d’art publient aussi des poètes, dont Paul Éluard pour Livre ouvert I (en 1940) et Livre ouvert II (1942). Après la Seconde Guerre mondiale, le psychanalyste Jacques Lacan publie deux articles sur la logique collective et Samuel Beckett, un de ses premiers textes en français, « La peinture des Van de Velde ou le monde et le pantalon ».
La revue a toujours été remarquée pour la qualité de ses articles et de ses illustrations qui ont assuré la promotion de l'art moderne en France pendant trente ans. Parmi les artistes ayant le plus fait l'objet d'articles peuvent être cités Pablo Picasso, Fernand Léger, Max Ernst, Raoul Dufy, Marc Chagall, Brancusi, Van Gogh, Paul Klee, Henri Laurens, Moholy-Nagy, Jean Lurçat, Joan Miró, Calder, Victor Brauner, De Chirico, Wolfgang Paalen, Marcel Duchamp, Man Ray ou Philippe Bonnet. Ces collaborations ont souvent donné lieu à des productions originales par les artistes.
En 1960, lorsque Cahiers d’art cesse de paraître, Christian Zervos a publié 97 numéros et plus de cinquante livres.

### Galerie des Cahiers d’art
En parallèle à cette activité, Cahiers d’art fait aussi partie des galeries d'art parisiennes majeures. Ainsi, Christian et Yvonne Zervos organisent dans la galerie de la rue du Dragon entre deux et cinq expositions par an de 1932 à 1970. 
En 1979, Yves de Fontbrune (le fils de Marc de Fontbrune collaborateur de Christian Zervos) reprend sous sa direction la maison d'édition et la galerie, secondé par son frère Pierre de Fontbrune. Tous deux parviennent à pérenniser son fonctionnement. Ainsi la maison est très active dans la diffusion du catalogue raisonné de Pablo Picasso en 33 volumes, dit le « Zervos ». Ils organisent également de nombreuses expositions présentant notamment des oeuvres de Vassily Kandinsky, Alexander Calder, Hans Bellmer, André Masson, Gaston-Louis Roux ou celles d'artistes contemporains tels qu'Assadour, Zao Wou-Ki, Antonio Corpora, ou Marthe de la Presle. Yves de Fontbrune offre par ailleurs une partie des fonds d'archive des Cahiers d’art au Centre Pompidou.

### Renaissance desCahiers d’art
Le collectionneur suédois Staffan Ahrenberg a racheté la maison d'édition et a relancé la publication de la revue en octobre 2012,. Le premier numéro est consacré à Ellsworth Kelly et contient une lithographie originale de l'artiste. Il présente également le travail de Cyprien Gaillard, Sarah Morris et Adrián Vilar Rojas, ainsi que l'architecture d'Oscar Niemeyer par Tadao Ando.
Si le no 14, rue du Dragon a de nouveau ouvert ses portes en tant que galerie Cahiers d’art a aussi investi le no 15 de la rue pour élargir son espace d'exposition. La première exposition sous la direction de Staffan Ahrenberg est ainsi consacrée à Ellsworth Kelly, et la suivante à Alexander Calder.
En 2013, suivant la renaissance de la revue, les éditions Cahiers d’art ont publié Calder by Matter, livre de photographies d'Herbert Matter qui retrace la vie, le travail et les œuvres d'Alexander Calder. En octobre 2013, Cahiers d’art présente une nouvelle exposition consacrée à Philippe Parreno qui comprend des dessins de l'artiste, ainsi qu'une sélection de dessins de maîtres : Francisco de Goya, Victor Hugo, Vassily Kandinsky, Ad Reinhardt, Richard Case, Liam Gillick, Matthew Barney, Koo Jeong A et John Cage, qui sont autant de sources d'inspiration de Parreno.
En 2014 paraît la nouvelle édition du catalogue Pablo Picasso par Christian Zervos, communément appelé le « Zervos » par les marchands d'art et les experts du peintre. Disponible en français ou en anglais pour la première fois, ce catalogue de plus de 16 000 œuvres en 33 volumes comporte des corrections apportées par l'Administration Picasso.
En mars 2014 paraît également le deuxième numéro de la revue Cahiers d’art, numéroté 1-2, 2013. Il présente le travail de l'artiste Rosemarie Trockel qui a créé tout spécialement pour la revue un vinyl inséré dans la revue, décollable et pliable par le lecteur, ainsi qu'un coffret de plexiglas qui renferme l'édition limitée de la revue. Inge Mahn, Absalon, Le Corbusier, Fischli et Weiss, ainsi que des textes de Rolf Dieter Brinkmann, Hans-Ulrich Obrist, Brigid Doherty, Joan Simon et Jean-Louis Cohen complètent le numéro. À l'occasion de cette publication, Cahiers d’art présente une exposition d'œuvres récentes de Rosemarie Trockel dans ses galeries des nos 14 et 15 rue du Dragon à Paris.

## Quelques collaborateurs
- Sigfried Giedion, responsable éditorial chargé de l'architecture moderne jusqu'en 1932.
- Dora Vallier[précision nécessaire]
- Tériade, rédacteur qui travailla avec Christain Zervos jusqu'en 1937 et son départ pour créer sa propre revue Verve.
- Éric Allatini, chargé du cinématographe.

### Archives
- Fonds : Cahiers d'art (1925-1979) [documents textuels, iconographiques et imprimés ; 80 mètres linéaires]. Paris : Bibliothèque Kandinsky, Centre Pompidou (présentation en ligne).
- Une partie des archives photographiques des Cahiers d’art a été donnée à l'Institut national d'histoire de l'art Voir : « Calames », sur calames.abes.fr (consulté le 1er février 2023).